# 赤柱軍人墳場
赤柱軍人墳場（英語：Stanley Military Cemetery），又名赤柱國殤紀念墳場，是香港開埠初期的1840年代，最早期的軍人墳場之一，設於香港南區赤柱半島黃麻角道；由「英聯邦戰爭公墓委員會」建造和管理。最初主要安葬駐港英軍及其家屬。墳場曾經關閉，在1942年重開，以安葬當時在香港犧牲的香港保衛戰死難者、戰俘、平民、香港義勇軍及英軍服務團成員。

## 小統計
這墳場葬下691名戰爭死難者。

### 身分
- 37名 海軍
- 467名 陸軍
- 3名 空軍
- 23名 商船隊隊員
- 98名 被扣留的平民
- 2名 其他平民
- 39名 英軍服務團團員
- 22名 身分不明的死難者

### 國籍
- 488名 英國人
- 20名 加拿大人
- 5名 印度人
- 157名 香港人
- 2名 葡萄牙人
- 11名 盟軍人員
- 10名 國籍不明

## 相片

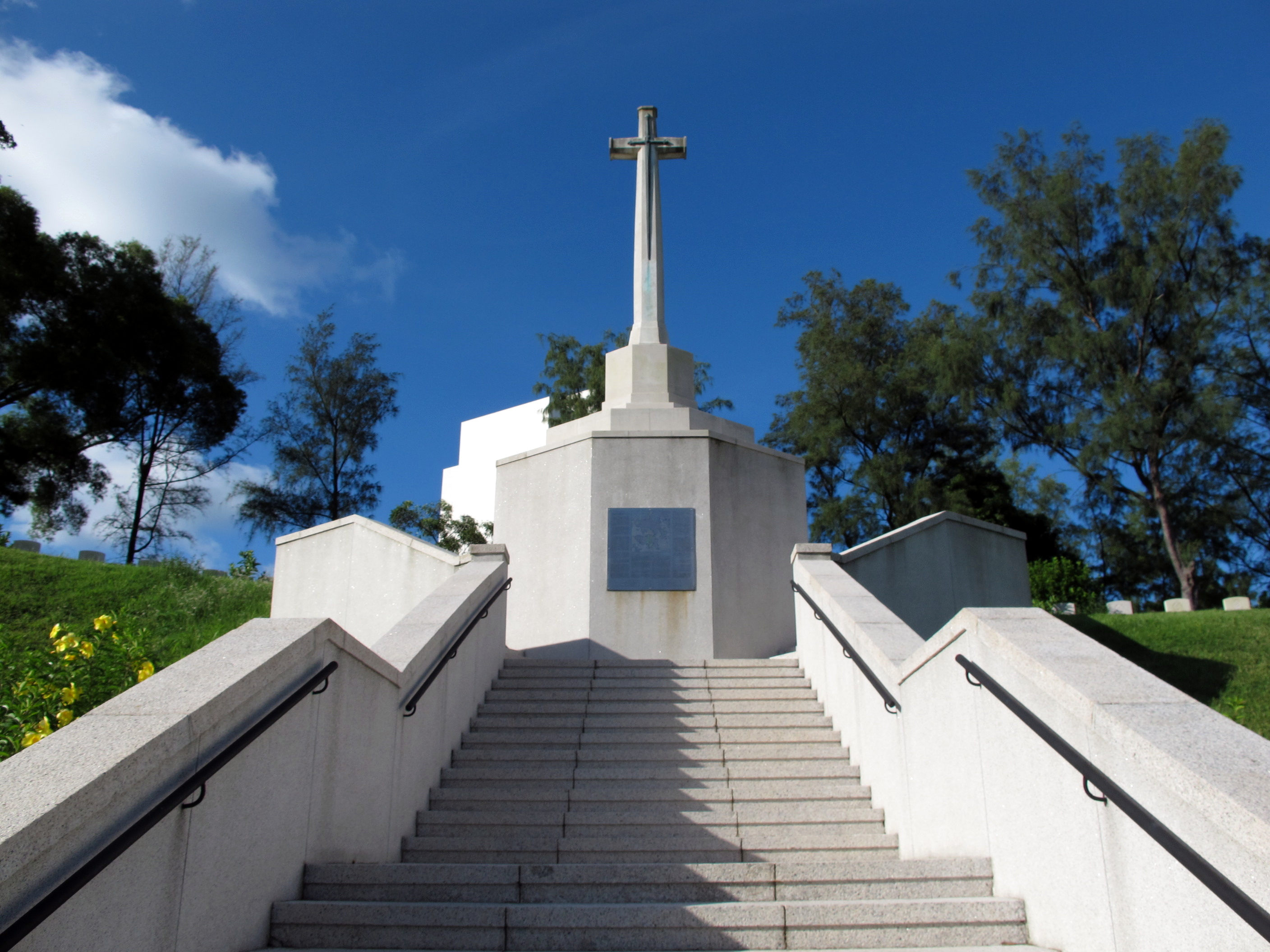
赤柱軍人墳場紀念碑
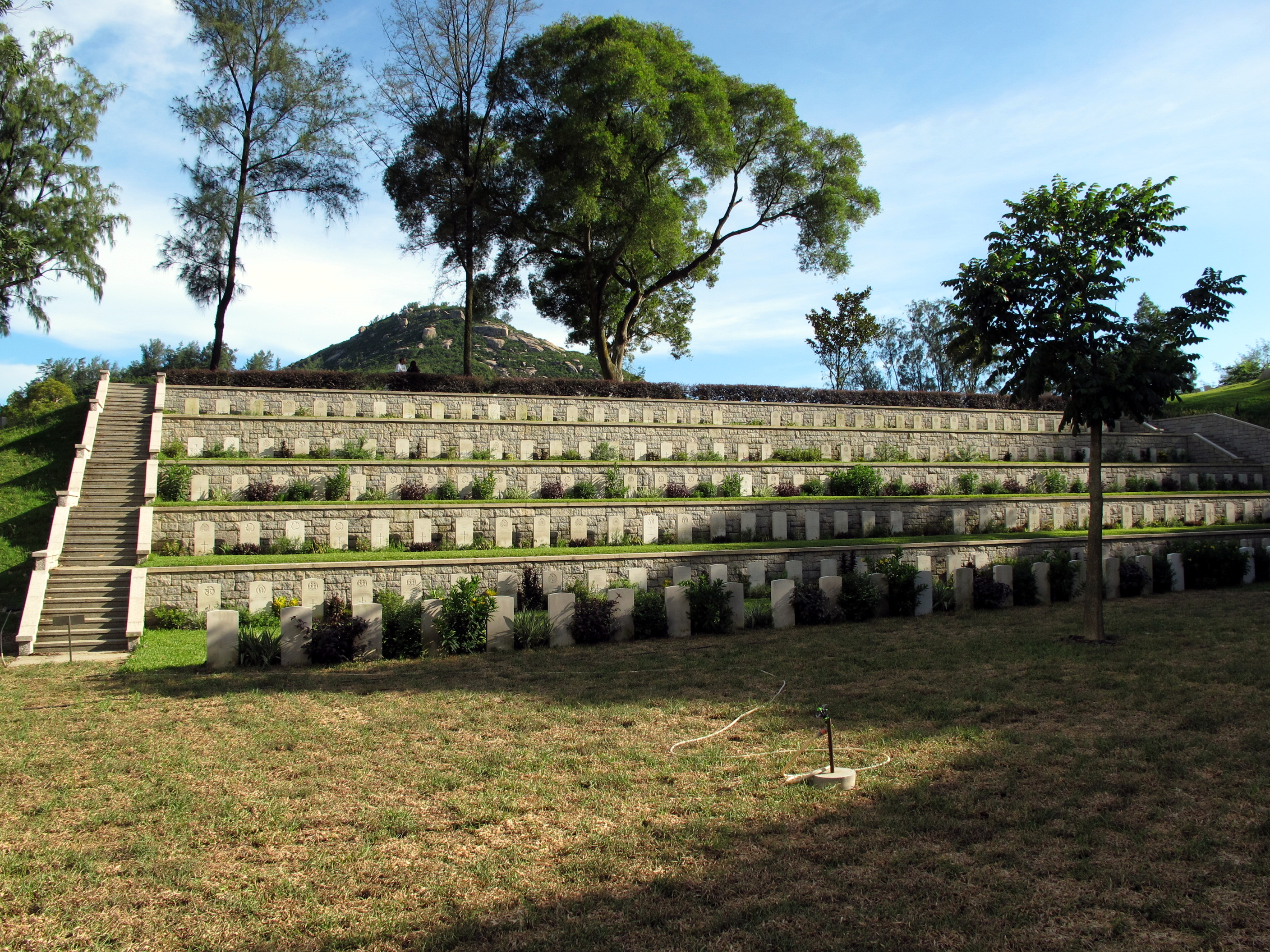
赤柱軍人墳場墓碑
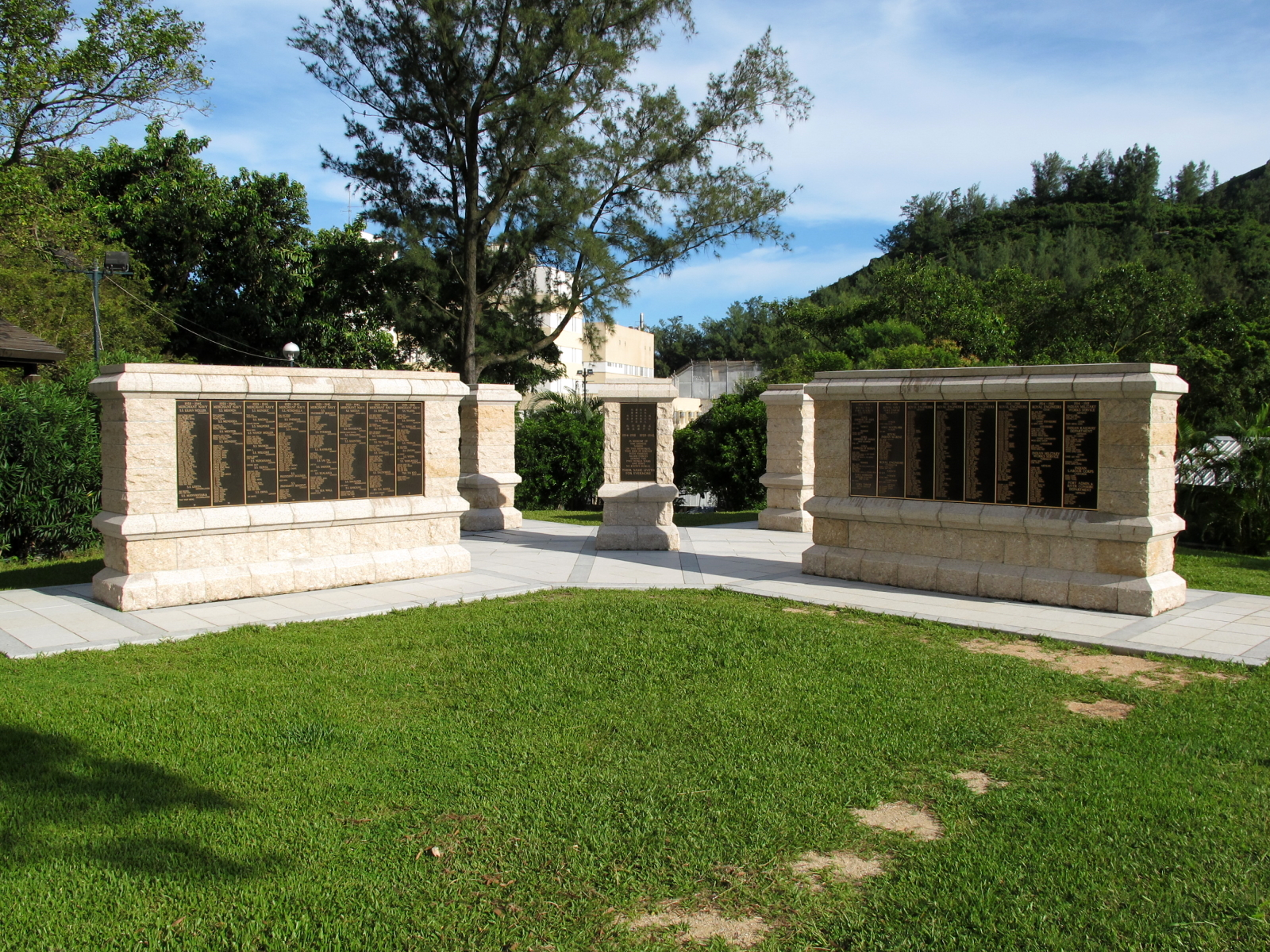
死難者名單
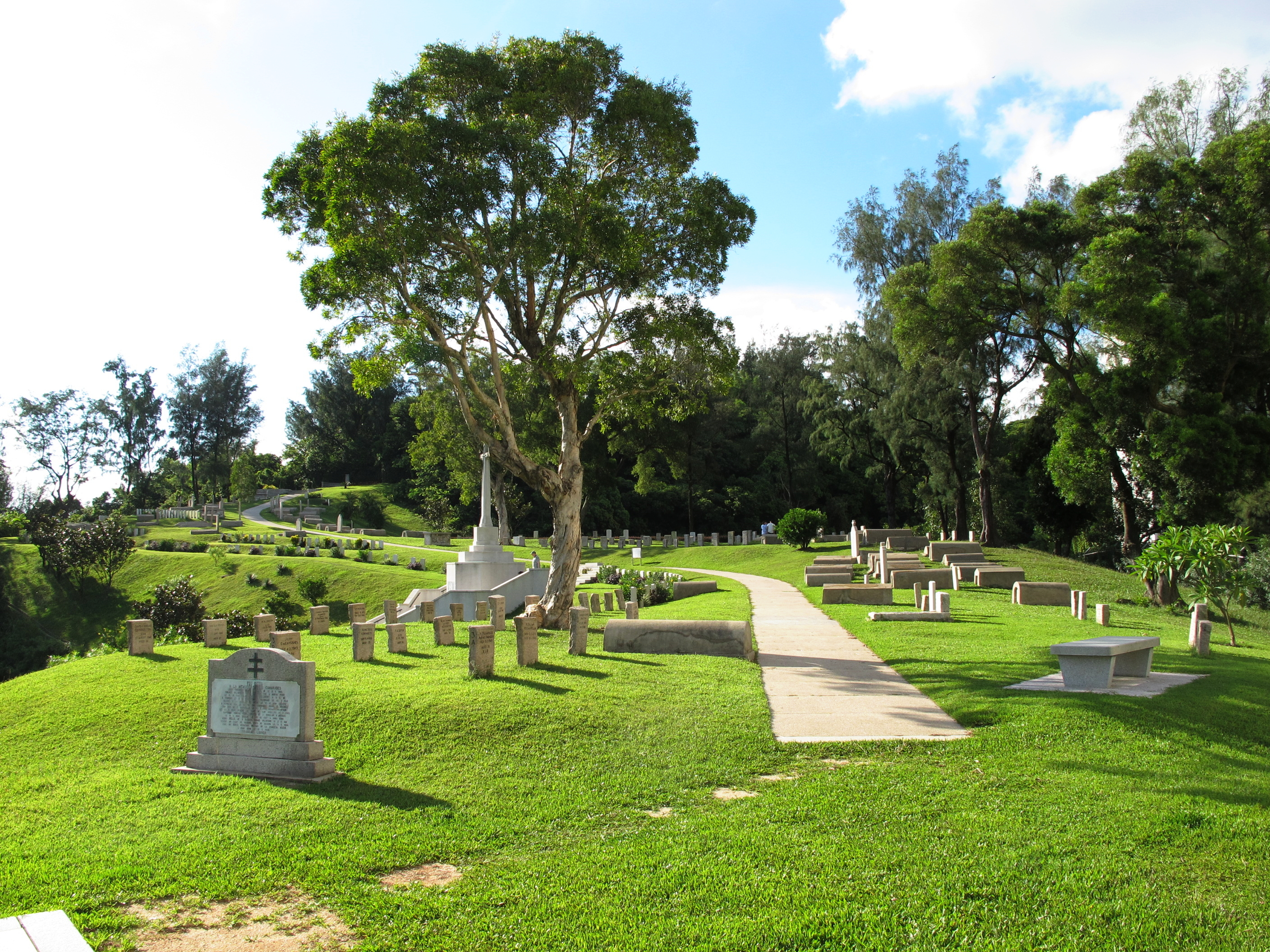
赤柱軍人墳場

## 參觀者應遵守規則
2009年11月，香港有多份報章曾報道此軍人墳場淪為攝影愛好者、情侶婚紗拍攝的取景地點，引起保安憂慮和不當使用墳場的質疑，部分人更攜同犬隻入內。負責管理赤柱軍人墳場的英聯邦國殤紀念墳場管理委員會對外傳訊主管稱有關人士的行為對亡者不敬，亦影響前來拜祭者，呼籲進入墳場參觀或拍照的人士應保持低調。黃國桐律師指《公眾墳場及英聯邦國殤紀念墳場管理委員會墳場的規則》訂明任何人如未獲得英聯邦國殤紀念墳場管理委員會的書面同意，不得攜同犬隻或其他動物進入墳場，也不得在場內作出吵鬧或不當的舉止，因此部分人士行為或許已經牴觸法例。

## 外部連結
- 筲箕灣的後花園：赤柱軍人墳場影片 （页面存档备份，存于）

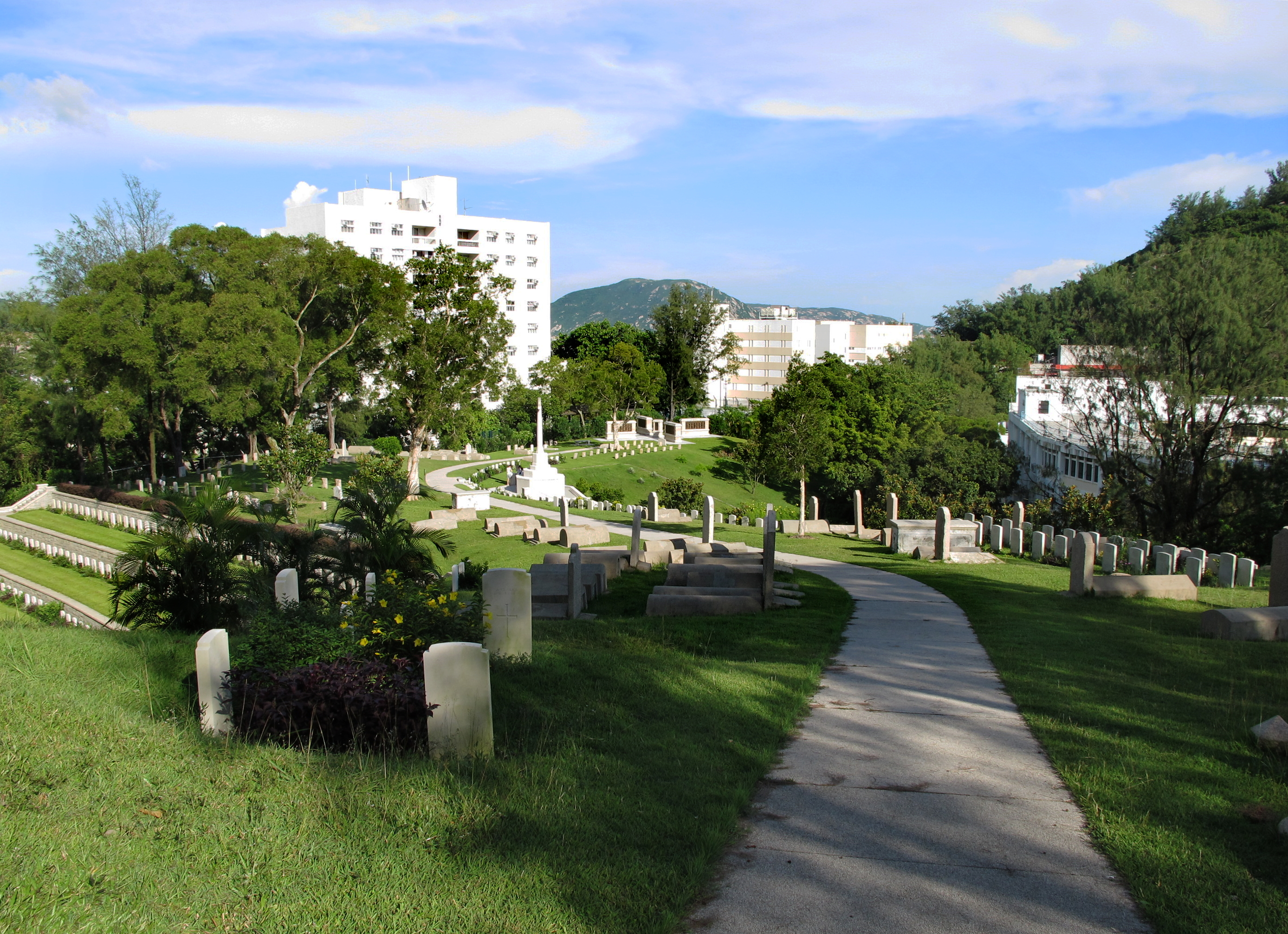
從高處看赤柱軍人墳場

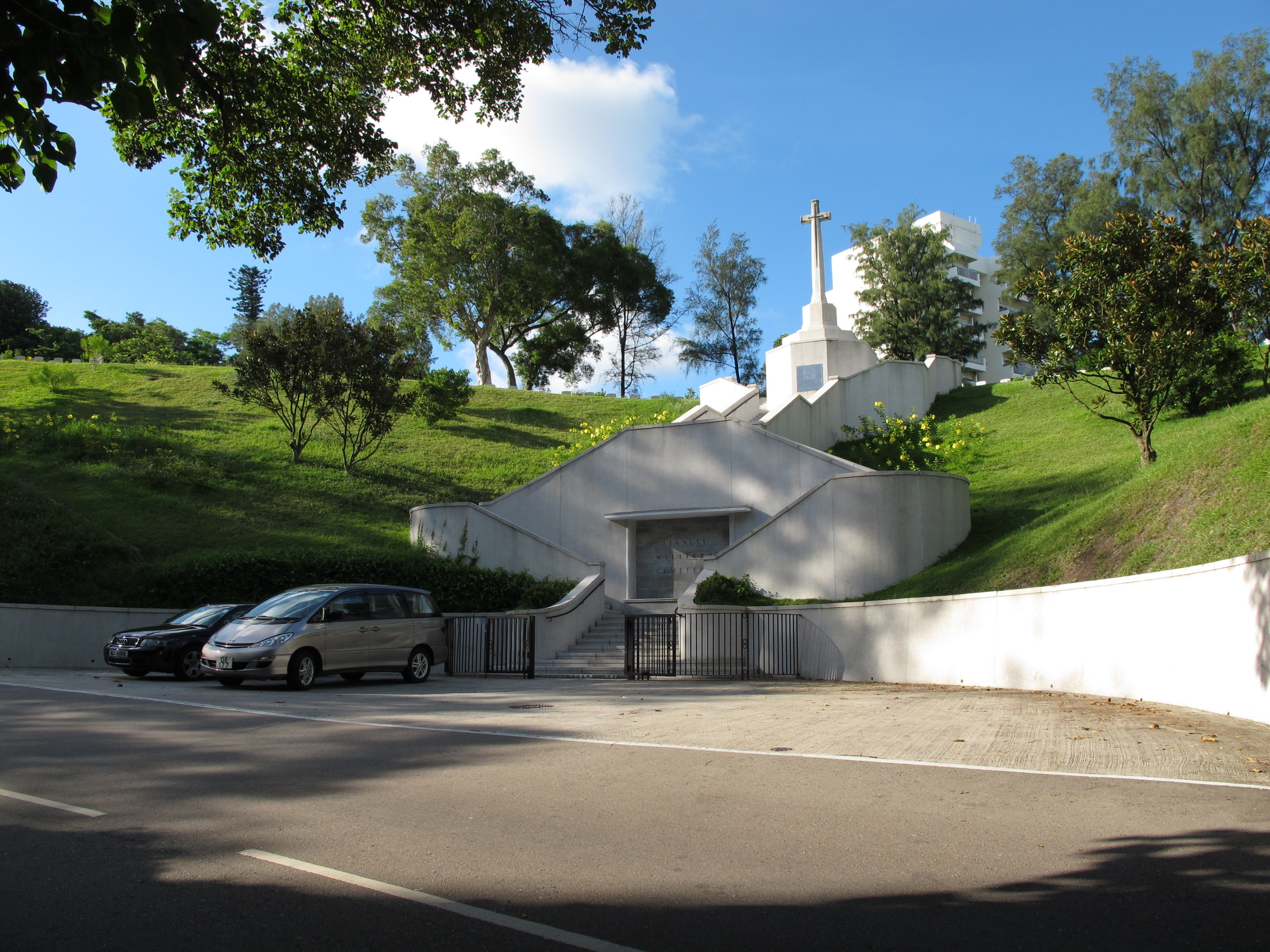
赤柱軍人墳場入口

- CWGC: Stanley Military Cemetery （页面存档备份，存于）
- 香港南區遊：赤柱 — 赤柱軍人墳場
- 聖士提反書院文物徑：第八文物點 — 赤柱軍人墳場 （页面存档备份，存于）